# Tecteremaeus cachoeirensis
Tecteremaeus cachoeirensis är en kvalsterart som beskrevs av Franklin och Woas 1992. Tecteremaeus cachoeirensis ingår i släktet Tecteremaeus och familjen Arceremaeidae. Inga underarter finns listade i Catalogue of Life.